# Inga kläder
„Inga kläder” – utwór szwedzkiej piosenkarki Veroniki Maggio z albumu Satan i gatan. Singel był notowany 19 tygodni osiągając najwyżej 12 miejsce na liście Top 60 Singles w Szwecji.

## Notowania na listach przebojów
| Kraj    | Lista (2011)   | Najwyższa pozycja |
| ------- | -------------- | ----------------- |
| Szwecja | Top 60 Singles | 12                |